# شتاين كايزر
شتاين كايزر (بالهولندية: Stien Kaiser)‏ (20 مايو 1938) متزلجة هولندية سابقة في رياضة التزلج السريع.

## روابط خارجية
- شتاين كايزر على موقع SpeedSkatingBase.eu (الإنجليزية)
- شتاين كايزر على موقع SpeedSkatingNews.info (الإنجليزية)
- شتاين كايزر على موقع SpeedSkatingStats.com (الإنجليزية)
- شتاين كايزر على موقع اللجنة الأولمبية الدولية (الإنجليزية)
- شتاين كايزر على موقع أوليمبيديا (الإنجليزية)